# Jeroen Denaeghel
Jeroen Denaeghel (Gent, 29 maart 1971) is een Belgisch journalist.

## Biografie
Denaeghel studeerde in 1994 af als bio-ingenieur aan de UGent. Tot het jaar 2000 werkte hij in deze sector. In 2000 deed hij mee aan het eerste seizoen van Big Brother. Als gevolg hiervan kon hij aan de slag bij televisiezender Jimtv en als freelance journalist bij P-Magazine. Daarna werkte hij voor Jok Foe, het productiehuis van Goedele Liekens en Chris Cockmartin en werkte mee aan programma's als Recht van antwoord en Het Rechte Pad. 
Sinds 2004 is hij de vaste regisseur van De Planckaerts. 
Sedert 1 juni 2020 is hij woordvoerder voor het Agentschap Natuur en Bos.
In 2013, bij het overlijden van Patrick De Witte, werd hij hoofdredacteur van P-Magazine.